# Resveratrol
Resveratrolul (3,5,4′-trihidroxi-trans-stilbenul) este un compus organic ce face parte din categoria fitoalexinelor, fiind și un polifenol. Este biosintetizat de diferite plante, în special de fructele în culori închise (struguri negri, afine, mure, zmeură etc.). Este produs în plante ca urmare a apariției leziunilor sau ca urmare a infecției cu patogeni, precum bacterii sau fungi.
De-a lungul timpului, studiile au demonstrat  rolul antioxidant al resveratrolului și efectele pe care le poate produce în organism, de la încetinirea procesului de îmbătrânire a pielii la protejarea sănătății inimii, a creierului și a funcțiilor cognitive.